# Associação Esportiva Santacruzense
L'Associação Esportiva Santacruzense, noto anche semplicemente come Santacruzense, è una società calcistica brasiliana con sede nella città di Santa Cruz do Rio Pardo, nello stato di San Paolo.

## Storia
Il club è stato fondato il 25 gennaio 1931, da un gruppo di atleti dilettanti locali, e divenne professionistico nel 1954. Ha vinto il Campeonato Paulista Série A3 nel 1962.

## Palmarès

### Competizioni statali
- Campeonato Paulista Série A3: 1

1962